# Camisano Vicentino
Camisano Vicentino est une commune italienne de la province de Vicence, dans la région Vénétie.

## Histoire

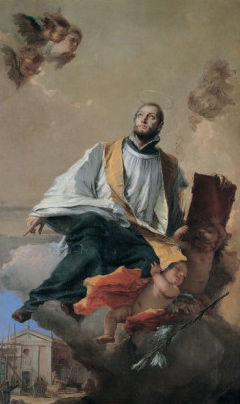
L'Apothéose de Gaétan de Thiène
Giambattista Tiepolo, 1757
Santa Maria Maddalena, Rampazzo.

L'église Santa Maria Maddalena, dans le village de Rampazzo, conserve un tableau de Giambattista Tiepolo daté de 1757, L'Apothéose de Gaétan de Thiène.

## Administration
| Période                                  | Période | Identité | Étiquette | Qualité |
| ---------------------------------------- | ------- | -------- | --------- | ------- |
|                                          |         |          |           |         |
| Les données manquantes sont à compléter. |         |          |           |         |

### Hameaux
Rampazzo, Santa Maria.

### Communes limitrophes
Campodoro, Gazzo, Grisignano di Zocco, Grumolo delle Abbadesse, Piazzola sul Brenta.